# 1988年モルディブクーデター
1988年モルディブクーデターは、スリランカ在住のモルディブの実業家アブドゥラ・ルトゥフィがスリランカのタミル分離主義組織タミル・イーラム人民解放機構 (PLOTE) から武装兵を傭い入れて1988年11月3日に起こしたクーデターである。モルディブ大統領マウムーン・アブドル・ガユームの身柄を確保できなかったため未遂に終わった。当時モルディブは常備軍を保有しておらず、インド軍が介入して鎮圧した。インド軍の介入作戦のコードネームはオペレーション・カクタス (Operation Cactus、サボテン作戦) であった。 

## 前兆
マウムーン・アブドル・ガユーム大統領に対しては、1980年と1983年の2度に渡ってクーデターが試みられていた。1988年のクーデターでは、約80人の武装したPLOTE傭兵が貨物船から高速艇に移乗し、夜明け前に首都マレに上陸した。これに先立って、ほぼ同規模の傭兵が観光客を装ってマレに潜入していた。傭兵団は速やかに主だった政府庁舎や、空港、港湾、放送局を占拠して首都を支配下に収めたものの、ガユーム大統領の身柄確保に失敗した。逃げ延びたガユーム大統領はインドやアメリカ、イギリスに軍事介入を求め、インド政府はマレの秩序回復を名目としてすぐさま1,600人の部隊を航空機で派遣した。

## サボテン作戦
インドの外交政策研究家レジャウル・カリム・ラスカーによると、インドの裏庭にあたるモルディブに対して、インドに先んじて外部勢力が介入するような事態はインドの国益にとって有害であり、そのためインド政府は直ちに介入したのだという。 
作戦は1988年11月3日夜に開始された。インド陸軍のファルーク・ブルサラ准将が率いる第50独立空挺旅団と空挺連隊第6大隊および第17空挺野戦連隊（砲兵）を乗せたインド空軍のIl-76がアグラ空軍基地を出発し、2,000km離れたフルレ島のマレ国際空港 (現在のヴェラナ国際空港) に向かった。インド空挺部隊はガユーム大統領の介入要請からわずか9時間後にフルレ島に到着した。 
インド空挺部隊は直ちに空港を確保し、船に分乗してマレ島に上陸、ガユーム大統領を救出した。さらに空挺部隊は数時間のうちに首都の支配権を奪還した。傭兵団の一部は貨物船をシージャックしてスリランカに逃亡したが、逃げ遅れた傭兵は直ちに捕縛されてモルディブ政府に引き渡された。戦闘による死者は19人で、そのほとんどが傭兵であったが、傭兵に殺害された人質2名も含まれていた。インド海軍はフリゲート「ゴーダーヴァリ」および「ベトワ」を投入してスリランカ沖に現れた貨物船を捕捉し、傭兵団の身柄を確保した。インド軍は正確な情報をもとに迅速に作戦を遂行し、短時間でクーデターを鎮圧した。

## 反応
インドの行動は国際的に高く評価された。アメリカ合衆国大統領ロナルド・レーガンはインドの行動に謝意を表し、インドの行動は「地域の安定に対する価値ある貢献」であるとした。また、イギリス首相マーガレット・サッチャーは、「ガユーム大統領の政府が救われたことを神に感謝する」と語ったと伝えられている。しかし、南アジア諸国ではこれを口実とした南アジアへのインドの影響力拡大を懸念する声も上がった。 

## 余波
1989年7月、インドはシージャックされた貨物船に乗っていた傭兵らを裁判に付すためモルディブに送還した。傭兵らには死刑判決が下されたが、ガユーム大統領はインド政府からの圧力もあって終身刑に減刑した。 
このクーデターを画策したのは、スリランカで農場を運営していたモルディブの元実業家アブドゥラ・ルトゥフィであった。 元モルディブ大統領イブラヒム・ナシルも告発されたが、ナシルはクーデターへの関与を否定した。ガユーム大統領は、1990年7月にモルディブ独立への貢献を理由としてこの嫌疑について不問とすることを正式に発表した。 
介入作戦が成功し、ガユーム大統領が権力維持に成功したことから、インドとモルディブの関係は強化された。

## 映像化
2018年に、ディスカバリーチャンネルでこの事件を扱ったテレビドキュメンタリー  "Operation Cactus : How India Averted Maldives Crisis in 1988” が放映された。 